# Slag bij Vittorio Veneto
De Slag bij Vittorio Veneto werd uitgevochten van 24 oktober tot 3 november 1918 in de buurt van de Italiaanse stad Vittorio Veneto aan het Italiaans front tijdens de Eerste Wereldoorlog. De Italiaanse overwinning betekende het einde van de oorlog aan dit front en bezegelde het lot van Oostenrijk-Hongarije, namelijk de splitsing van het rijk. Het droeg evenals in grote mate bij aan het einde van de gehele oorlog twee weken later.

## Achtergrond

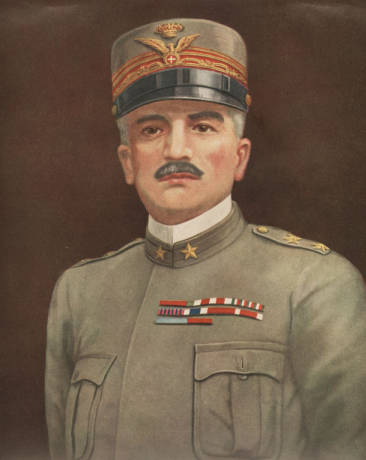
Generaal Armando Diaz in uniform

Tijdens de Slag bij Caporetto, van 24 oktober tot 9 november 1917 verloor het Italiaanse leger meer dan 300.000 man en werd het gedwongen zich over de gehele lengte van het front terug te trekken, waardoor generaal Luigi Cadorna vervangen werd door Armando Diaz. Diaz reorganiseerde zijn troepen, blokkeerde verdere vijandelijke vooruitgang door verdediging in de diepte en stabiliseerde de frontlijn bij de rivier de Piave.
In juni 1918 werd een groot Oostenrijks-Hongaars offensief, gericht op het doorbreken van de frontlijn bij de Piave en het Italiaanse leger de beslissende laatste klap te geven, gelanceerd. Het keizerlijke leger probeerde aan de ene zijde door te stoten naar de Tonalepas en Lombardije en aan de andere kant Venetië te veroveren, het ene leger zuidoostwaarts via Trentino, het andere zuidwestwaarts via de vallei van de Piave. Het gehele offensief liep op niets uit: de aanvallers hadden 60.000 doden, 90.000 gewonden en 25.000 gevangenen te betreuren.
Na dit offensief onthield generaal Armando Diaz zich, ondanks de eisen van de andere geallieerden, van offensieve acties totdat Italië klaar was voor deze strijd en succes verzekerd was. In zijn geplande offensief zouden drie van de vijf legers de Piave oversteken bij Monte Grappa om daarna via de kust door te stoten naar Vittorio Veneto om zo de twee Oostenrijks-Hongaarse legers tegenover hem af te snijden.
De geallieerden hadden 57 infanteriedivisies tot hun beschikking, waaronder 51 Italiaanse, drie Britse, twee Franse, één Tsjecho-Slowaakse divisie en één Amerikaans regiment. De Oostenrijkers konden daartegenover een ongeveer gelijk aantal divisies opbrengen, waarvan echter een deel gedemoraliseerd was. Overigens hadden ze een inferieur aantal artilleriestukken.

## Slagorde

### De geallieerden
- 7de Italiaans Leger (Giulio Cesare Tassoni) tussen de Stelviopas en de westelijke oever van het Gardameer
  - 2 legerkorpsen
- 1ste Italiaans Leger (Guglielmo Pecori Giraldi) van de westelijke oever van het Gardameer tot de Val d'Astico.
  - 3 Legerkorpsen
- 6de Italiaans Leger (Luca Montuori)  vanaf het plateau van Asiago tot aan de linkeroever van de Brenta.
  - 3 Legerkorpsen
- 4de Italiaans Leger (Gaetano Giardino) Monte Grappa bij Cima Palon.
  - 3 Legerkorpsen
  - 4 aanvalsgroepen
  - 1 cavalerieregiment
- 12e Frans-Italiaans Leger (Franse generaal Jean César Graziani) van Monte Tomba tot de bruggen bij Vidor over de Piave.
  - 1 Italiaans Legerkorps
  - 12de Frans Legerkorps
- 8ste Italiaanse Leger (Enrico Caviglia) langs de Piave, van Vidor tot de brug bij Priula.
  - 4 Legerkorpsen
  - het aanvalkorps van Generaal Francesco Saverio Grazioli.
- 10de Brits-Italiaans Leger (Graaf van Cavan)  langs de Piave van Ponte Priula tot Ponte di Piave.
  - 1 Italiaans Legerkorps
  - 2 divisies van het 14de Britse Korps
- 3de Italiaans Leger (Hertog van Aosta) van Ponte di Piave tot de kust.
  - 2 Legerkorpsen
  - 2 aanvalseenheden
  - 3 cavalerieregimenten
  - het 332ste Amerikaanse Infanterieregiment
- 9de Italiaanse Leger (Paolo Moronne) in reserve.
  - 2 Legerkorpsen
  - 1 cavaleriekorps
  - 6de Tsjecho-Slowaakse Infanteriedivisie

### Oostenrijk-Hongarije
- Heeresgruppe Erzherzog Joseph (of Heeresgruppe Tirol ) (Aartshertog Jozef van Oostenrijk, vanaf 26 oktober Alexander von Krobatin)
  - 10de Leger (Alexander von Krobatin)
  - 11de Leger (Viktor Graf von Scheuchenstuel)
- Heeresgruppe Boroević (Svetozar Boroević)
  - Armeegruppe Belluno (Ferdinand Goglia)
  - 6de Leger (Alois Schönburg-Hartenstein)
  - 5de Leger (Isonzo-armee) (Wenzel Freiherr von Wurm)

## Het verloop

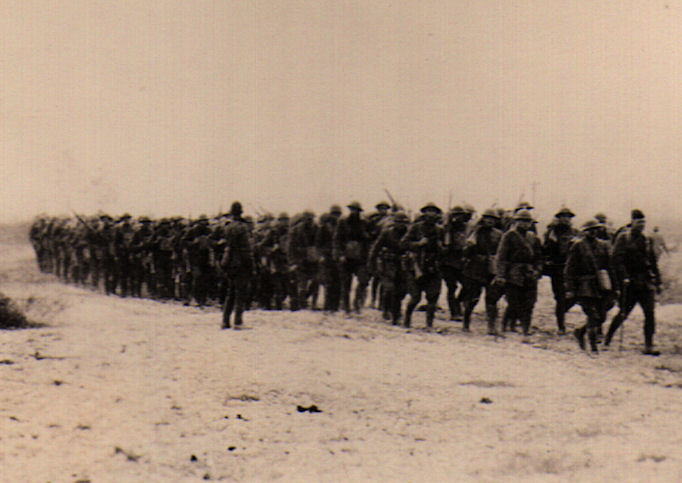
Amerikanen van het 332ste Infanterieregiment rukken op (31 oktober)

Op 24 oktober 1918, precies één jaar na de start van het succesvolle Oostenrijks-Duitse offensief bij Caporetto, werd het offensief gestart. Een eerste aanval werd bij Monte Grappa gelanceerd om Oostenrijkse reserves aan te trekken. De overstroming van de Piave verhinderde twee van de drie centraal gelegen legers gelijktijdig op te rukken met de derde; maar de laatste, veroverde onder Earl Cavan het meer stroomafwaarts gelegen eiland Papadopoli en vestigde een bruggenhoofd aan de linkeroever van de rivier op 27 oktober. De Italiaanse reserves werden aangevoerd om dit bruggenhoofd te versterken en te vergroten. Svetozar Boroević von Bojna, de Oostenrijkse bevelhebber, lanceerde diezelfde dag nog een tegenaanval om de Italianen van dat bruggenhoofd te verdrijven, maar zijn troepen weigerden de bevelen uit te voeren, waardoor deze mislukte.
Na het oversteken van de Piave, heroverde het achtste Italiaans Leger, onder leiding van Enrico Caviglia, Vittorio ("Veneto" werd pas toegevoegd in 1923) en avanceerde richting Trento, waardoor de Oostenrijkse terugtrekking dreigde te worden verhinderd.
Op 28 oktober verklaarde Tsjecho-Slowakije zich onafhankelijk van het Oostenrijks-Hongaarse rijk. De volgende dag riepen de Zuid-Slaven hun onafhankelijkheid uit, en op 31 oktober trok Hongarije zich terug uit de unie met Oostenrijk, waardoor Oostenrijk-Hongarije de facto niet meer bestond. Op 28 oktober beval het Oostenrijkse opperbevel door deze penibele situatie een algehele terugtocht. De volgende dag nam het Italiaanse achtste Leger Vittorio in en stak de rivier de Tagliamento over. Triëst viel op 3 november door een amfibische expeditie. Het 12de Italiaanse Leger, onder bevel van de Franse generaal Jean Graziani bleef oprukken en gaf directe steun aan het 8ste Leger.
Langs Oostenrijks-Hongaarse kant vielen er 30.000 doden en werden er ongeveer tussen 400.000 en 500.000 man gevangengenomen (50.000 op 31 oktober, 100.000 op 1 november en 428.000 op 4 november). De Italianen verloren 37.461 slachtoffers (doden en gewonden), waaronder 145 Franse en 374 Britse.
Op 29 oktober vroegen de Oostenrijkers een wapenstilstand. Op 30 oktober werd hun leger in twee gesplitst. De wapenstilstand werd op 3 november om 15.20 uur ondertekend en ging in op 4 november vanaf 15.00 uur.

## Afloop en gevolgen

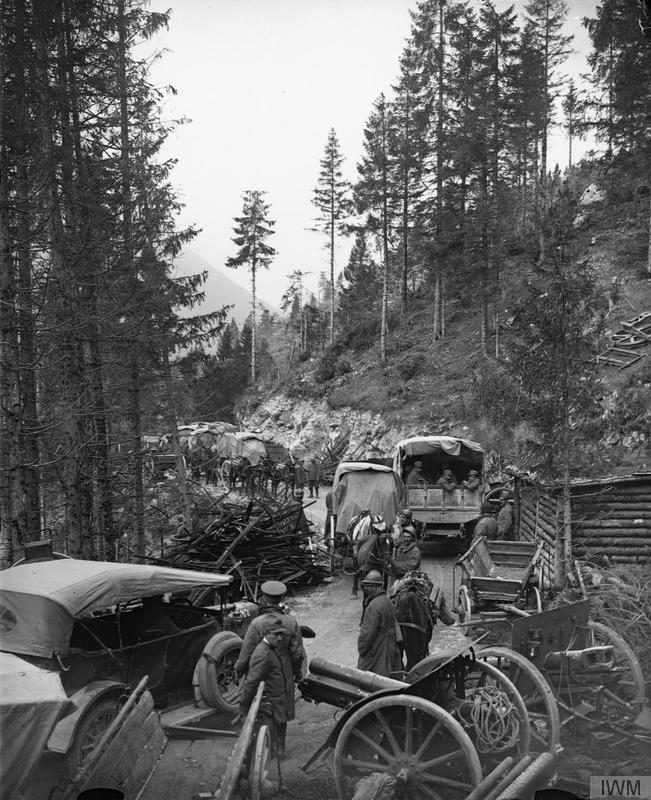
Britse en Italiaanse troepen passeren achtergelaten Oostenrijkse kanonnen

Het Oostenrijks commando beval zijn troepen om de vijandelijkheden te staken op 3 november. Na de ondertekening van de wapenstilstand, informeerde de Oostenrijkse generaal Weber zijn Italiaanse collega's dat het keizerlijke leger reeds de wapens neergelegd had en vroeg om de vijandelijkheden meteen te stoppen, evenals de Italiaanse opmars. Het voorstel werd scherp afgewezen door de Italiaanse generaal Badoglio, die ermee dreigde de onderhandelingen te stoppen en de oorlog voort te zetten. Generaal Weber herhaalde zijn verzoek. Nog voordat de vijandelijkheden officieel stopten begon het keizerlijke leger onherroepelijk uiteen te vallen en begon een zeer chaotische aftocht. De Italiaanse troepen vervolgden hun opmars tot de volgende dag om 15.00 uur. De bezetting van Tirol, inclusief Innsbruck werd de volgende dagen gestart.
Onder de voorwaarden van de Oostenrijks-Italiaanse wapenstilstand van Villa Giusti moest het Oostenrijkse leger niet enkel alle gebieden ontruimen die het sinds 1914 bezette, maar ook Tarvisio, de Isonzovallei, Gorizia, Triëst, Istrië, het westen van Carniola en Dalmatië. Alle Duitse troepen aanwezig in Oostenrijk-Hongarije moesten onmiddellijk verdreven of geïnterneerd worden en de geallieerden mochten gratis gebruikmaken van de interne communicatiemiddelen in het rijk en konden hun troepen naar waar dan ook verplaatsen, waardoor het Duitse Keizerrijk opeens vanuit het zuiden bedreigd werd.
De slag markeerde het definitieve einde van de krijgshandelingen aan het Italiaanse front en betekende het einde van de dubbelmonarchie. Zoals hierboven al vermeld is, verliet Hongarije op 31 oktober officieel de personele unie met Oostenrijk. Andere delen van het rijk riepen hun onafhankelijkheid uit, zoals Joegoslavië. De overgave van hun belangrijkste bondgenoot was een van de beslissende factoren die leidden tot het besef in Duitsland dat de oorlog nu écht verloren was. Op 30 oktober brak er muiterij uit in Wilhelmshaven en kort daarna stond het hele land in lichterlaaie. Op 11 november verzochten ook de Duitsers om een wapenstilstand.